# Kám
Kám è un comune dell'Ungheria di 478 abitanti (dati 2001). È situato nella contea di Vas.